# Pseudanophthalmus egberti
Pseudanophthalmus egberti är en skalbaggsart som beskrevs av Barr. Pseudanophthalmus egberti ingår i släktet Pseudanophthalmus och familjen jordlöpare. Inga underarter finns listade i Catalogue of Life.